# Kanumarathon-Weltmeisterschaften 2020
Die Kanumarathon-Weltmeisterschaften 2020 waren ursprünglich vom 27. bis zum 30. August 2020 im norwegischen Bærum geplant.
Die Wettbewerbe wurden zunächst auf Grund der COVID-19-Pandemie ersatzlos abgesagt. Es wäre die erste Kanumarathon-Weltmeisterschaft in Norwegen seit den Wettkämpfen 2004 in Bergen gewesen.
Die nächsten Weltmeisterschaften im Jahr 2021 fanden dann im rumänischen Pitești statt.